# 교황 엘레우테리오
교황 엘레우테리오(라틴어: Eleutherius, 이탈리아어: Eleuterio)는 제13대 교황(재위: 174년/175년~189년)이다. 엘레우테리오는 ‘자유로운’, ‘솔직한’이라는 뜻이다. 《교황 연대표》에 따르면, 엘레우테리오는 히분디우스의 아들이며 오늘날의 그리스에 해당하는 로마 제국 아카이아 속주에 속한 에피루스의 니코폴리스에서 태어난 그리스인이라고 한다. 그와 동시대를 살았던 헤제시포가 증언한 바에 의하면, 엘레우테리오는 교황 아니체토 밑에서 부제로 봉사하였으며 교황 소테르 밑에서도 그를 보좌하다가 174년 소테르의 뒤를 이어 교황이 되었다고 한다. 사후 성인으로 시성되었으며, 축일은 5월 26일이다.

## 몬타누스주의에 대한 대처
아나톨리아에서 시작된 몬타누스주의는 교황 엘레우테리오의 재위기간인 2세기 말엽에 로마와 갈리아에까지 진출하였다. 몬타누스주의는 처음부터 이단으로 분류되어 정통 기독교 신앙으로부터 축출당하지는 않았다. 177년 몬타누스주의자들 때문에 큰 소요를 겪은 리옹의 기독교 신자들은 아시아 공동체와 프리기아의 교회 공동체는 물론 교황 엘레우테리오에게도 몬타누스주의의 문제를 판단하고 중재해 줄 것을 요청하는 편지를 써서 보냈다. 이 편지를 교황에게 전달한 사람은 이레네오 사제로서, 나중에 리용의 주교가 되는 인물이다.
이 편지에 관한 에우세비오의 진술을 보면 당시 리옹의 기독교도들은 몬타누스주의에 반대하기는 하였지만, 교회의 일치를 호소하며 인내심을 가졌던 것으로 보인다. 가톨릭교회가 몬타누스주의에 대해 분명하게 반대 입장을 취한 것이 정확하게 언제인지는 확실하게 알려져 있지 않다. 테르툴리아누스가 증언한 바에 따르면(adv. Praxeam, I), 교황 엘레우테리오는 몬타누스주의자들에게 회심을 촉구하는 서신을 보냈지만 결국 실패로 돌아갔다고 한다. 테르툴리아누스는 아마도 엘레우테리오가 상황을 세심하게 파악하고 철저하게 조사하면서 오랫동안 고심한 끝에 결국 몬타누스주의자들을 반대한다는 입장을 밝히기로 결심한 것으로 추정하였다. 한편, 당시 로마에서는 영지주의자들과 마르키온주의자들이 가톨릭교회를 비방하는 설교를 공공연하게 하고 있었던 상황이었다. 《교황 연대표》에 따르면, 엘레우테리오는 어떤 음식도 부정하지 않으며 특별히 기피해야 하는 음식이 없어야 한다는 가르침을 담은 칙령을 발표했다고 한다(Et hoc iterum firmavit ut nulla esca a Christianis repudiaretur, maxime fidelibus, quod Deus creavit, quæ tamen rationalis et humana est). 아마도 이는 음식 부정의 터부에 젖어있던 영지주의자들과 몬타누스주의자들을 겨냥한 것으로 추정된다.

## 브리타니아 왕의 개종?
《교황 연대표》에는 로마 교회의 초기 전교 활동에 관하여 매우 흥미로운 이야기가 기록되어 있다. 사실상 이 책에서 이 내용만큼 주목할 만큼 중요한 내용이 없다. 《교황 연대표》는 교황 엘레우테리오가 브리타니아의 왕 루키우스에게 권유함으로써 그로부터 “나는 교황의 뜻에 따라 그리스도교도가 되기를 희망한다.”는 내용의 편지를 받았다고 설명하면서 그가 스스로의 의지에 따라 그리스도교 신자가 되었을 것이라고 주장하였다. 이 이야기의 출처가 어디인지는 아직 정확하게 밝혀지지 않았다. 영국 옥스퍼드대 역사학 교구 페릴시티 힐은 이 이야기는 파트리치오와 팔라디우스 시대에 생겨난 전설로서 아마도 전교 노력에 대한 격려와 그 공로를 인정하면서 생겨났을 것이라는 하담과 스텁의 견해에 동조하였다.
《교황 연대표》는 교황 엘레우테리오가 5월 24일에 선종하였으며 바티칸 언덕에 있는 초대 교황인 성 베드로의 무덤 인근에 안장되었고 기록하고 있다. 나중에 그의 유해는 판테온 근처에 있는 산 조반니 델라 피그나 성당으로 이장되었다가, 1519년 교황 식스토 5세의 누이 카밀라 페라티의 요청에 따라 산타 수산나 성당으로 최종적으로 이장되었다.

## 같이 보기
- 교황 목록